# Korbschwert
Das Korbschwert, auch Korbgefäßdegen genannt, ist eine Schwertform der frühen Neuzeit, die sich durch ein korbartig geschlossenes Gefäß und eine breite, gerade Klinge auszeichnet, die sich kaum von denen mittelalterlicher Schwerter unterscheidet.

## Form und Terminologie
Wie das Rapier oder andere Schwerter seines Entstehungszeitraums verfügt das Korbschwert über einen komplexen Griffkorb, der die Hand schützt. Im Unterschied zum Rapier hat das Korbschwert allerdings eine für Hieb und Stich geeignete, relativ breite Klinge. Dadurch sind erhaltene Exemplare oft ein wenig kürzer als die stärker auf den Stich ausgelegten Rapiere, die ein ähnliches Gewicht haben wie Korbschwerter.
In dieser Form weisen die Klingen starke Übereinstimmungen mit denen mittelalterlicher Schwerter auf. Wegen der Unterschiede zu leichteren und dünneren Waffen der Zeit setzte sich im englischen Sprachgebrauch im frühen 19. Jahrhundert die Bezeichnung broadsword durch. Sie bezieht sich explizit auf diese frühneuzeitlichen Waffen und unterstreicht den Unterschied zum sogenannten smallsword, einer Klingenwaffe, die man heute im Deutschen eher als Degen bezeichnen würde. 
Eine wörtliche Interpretation des Begriffs führt oft zu der fälschlichen Annahme, ein broadsword habe pauschal eine Klinge, die besonders breit sei, etwa verglichen mit jenen des Hoch- und Spätmittelalters. Das ist jedoch nicht zutreffend, weshalb eine wörtliche Übersetzung als Breitschwert irreführend sein kann. Bei Sammlern allerdings ist die englische Bezeichnung durchaus in Gebrauch, wie auch der Name Backsword für Korbschwerter mit einschneidiger Klinge.

## Geschichte
Früheste Beispiele für Schwerter mit komplexen Griffkörben stammen aus der Mitte des 16. Jahrhunderts und sind englischen Ursprungs. Vorläufer dieser Form von Handschutz waren einzelne Ringe oder Bügel am Parier. Korbschwerter erfreuten sich bald wachsender Beliebtheit als Militärschwerter und gehörten in verschiedenen Varianten zur Standardausrüstung unterschiedlicher Truppen. Sie blieben bis ins 19. Jahrhundert in Gebrauch, in vereinzelten Fällen sogar noch bis ins 20. Jahrhundert.
Ab dem 17. Jahrhundert unterscheidet man mehrere Formen, darunter die italienische Schiavona, das schottische Korbschwert, welches wie das ältere schottische Langschwert auch Claymore genannt wird, oder den Haudegen. Letzterer war zum Teil einschneidig und vor allem im 17. Jahrhundert in England verbreitet.